# Awram Tschaliowski

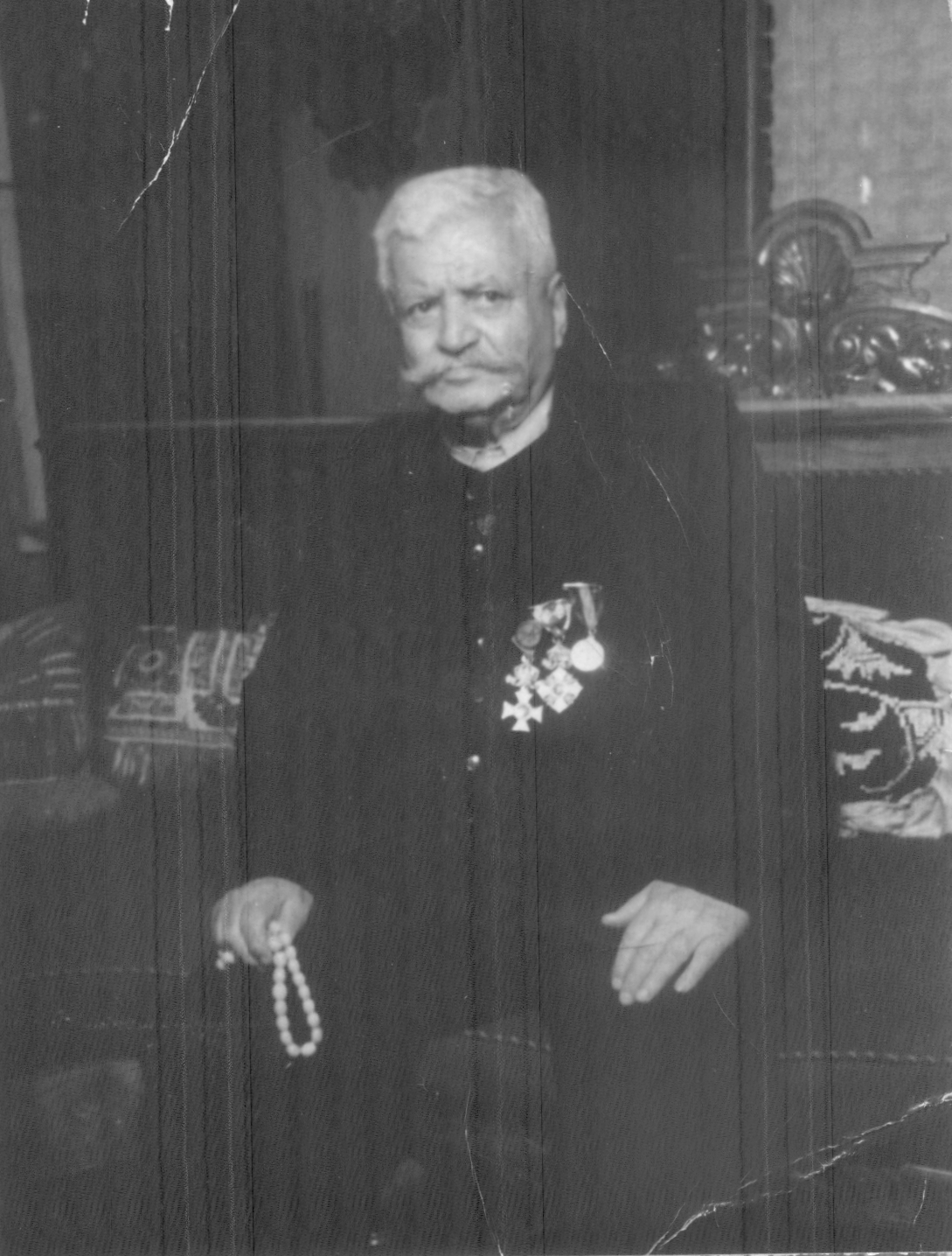
Awram Tschaliowski

Awram Minow Tschaliowski (bulgarisch Аврам Минов Чальовски; * 1854 in Galičnik, Osmanisches Reich; † 3. November 1943 in Sofia, Bulgarien) war ein bulgarischer Industrieller und Wohltäter.

## Leben
Awram Tschaliowski wurde in das westmakedonische Dorf Galičnik, damals Osmanisches Reich (heute in der Republik Mazedonien), geboren. Nach der Befreiung Bulgariens und der Gründung des Fürstentums Bulgarien 1878 emigrierte Tschaliowski wie viele makedonische Bulgaren in die bulgarische Hauptstadt Sofia. Dort angekommen, verdiente er sein Brot zunächst als Straßenverkäufer von Bosa. 1898 investierte er sein Geld in eine Produktionsstätte, einen Hilfsarbeiter und Inventar und fing an, Halva zu produzieren. Seine Produktionsstätte trug den Namen „Industrielles Haus für die Produktion von Süßigkeiten, Pflanzenölen, Halva, Kakao, Schokolade, Biskuits, Karamell und weiteres“ (aus dem bulg. Индустриална къща за производство на захарни изделия, растителни масла, тахан, какао, шоколад, бисквити, карамел и пр.) Die Produktionsstätte wuchs in den nächsten Jahren zu einer Fabrik und wurde die erste bulgarische Fabrik für Halva, welche später zum offiziellen Lieferanten des bulgarischen Zarenhofs wurde. 1921 eröffnete er in der Hafenstadt Burgas mit der Fabrik für Raffinerie von Zucker ein zweites Standbein.
1929 gründete Tschaliowski in Burgas mit der Fabrik für Süßwaren und Pflanzenöl den Vorgänger des heutigen Süßwarenherstellers Pobeda. Dafür wurde ein Teil der bestehenden Burgasser Fabrik ausgelagert.
Im Jahre 1939 eröffnete Tschaliowski eine weitere Fabrik des Sofioter Industriellen Hauses am Bahnhof Iskar. Diese Fabrik produzierte Pflanzenöl, Glucose und Stärke. Zusätzlich verfügte diese Fabrik über eine Druckerei, in der die Etiketten und Werbemittel aller von den Fabriken von Tschaliowski produzierten Waren erstellt wurden.
Tschaliowski verstarb am 3. November 1943 in der bulgarischen Hauptstadt Sofia. Er wurde neben seinem ersten Mitarbeiter, mit dem er 1898 die erste Fabrik eröffnet hatte, am Sofioter Zentralfriedhof beigesetzt.
Tschaliowski war ebenfalls als Wohltäter bekannt. Größere Spenden von ihm gingen an das Kloster Sveti Jovan Bigorski, das Kloster Zográfou und an das Kloster Rila.